# Juan de Ribera (pintor)
Juan de Ribera fue un pintor de iconografía religiosa, que actuó en Cáceres a mediados del siglo XVI, sobre todo en la diócesis de Coria-Cáceres (1565-1585).

## Biografía
Estaba casado con María Escobar, y era vecino de la ciudad de Cáceres. Era feligrés de la iglesia de San Juan, y se sabe que su mujer era hija de Diego Carrillo y de Francisca de Godoy, que tenía parentesco con Francisco de Godoy, el indiano cacereño. Tuvo un hijo al que bautizó con el nombre de Nicolás, según el Archivo Diocesano de Cáceres (Palacio Episcopal), el 26 de julio de 1579.
Su mayor repertorio pictórico firmado consiste en el rico y complejo programa iconográfico de la Ermita de San Jorge (o del Salvador), actualmente en ruinas, y situada a unos 12 kilómetros de la capital cacereña.
Otras muestras de su arte se encuentran en Portaje, Mata de Alcántara, Villa del Rey, Torrejoncillo y Portezuelo.

## Obras
- Ermita de San Jorge, Cáceres
- Iglesia parroquial de Santiago, Villa del Rey
- Iglesia parroquial de Nuestra Señora de Gracia, Mata de Alcántara
- Iglesia parroquial de San Andrés, Torrejoncillo
- Iglesia Parroquial de San Miguel Arcángel, Portaje